# Sabine Alt
Sabine Alt (* 1959 in Berlin) ist eine deutsche Schriftstellerin. Sie veröffentlicht auch unter dem Pseudonym Eva Ehley.

## Leben
Geboren und aufgewachsen in Berlin studierte sie an der dortigen Freien Universität Germanistik, Mathematik und Pädagogik. Nach den Staatsexamen und einer theologischen Ausbildung arbeitete sie als Studienrätin an einem Berliner Gymnasium. Sie ist mit Peter-André Alt verheiratet und hat zwei Söhne. Als ihr Ehemann einen Ruf an die Ruhr-Universität Bochum annahm, übersiedelte sie 1995 mit ihrer Familie nach Hattingen. Im gleichen Jahr begann sie mit dem literarischen Schreiben. Heute lebt sie wieder in Berlin.

## Werke
In Hattingen schrieb sie die zwei satirischen Romane „Kira Royale“ und „Die schönen Lügen der Maria Wallot“ sowie den Krimi „Kinder des Wassers“. Ihr zweiter Kriminalroman „Weras Talent“ erschien 2005 und dreht sich um die starke Frau Wera Pratzinger, eine Professorin der Kunstgeschichte, die in mehrere Morde verwickelt wird. 2006 erschien der Psychothriller „Gretas Verwandlung“, eine Dreiecksgeschichte, die auf Mallorca spielt. 2007 legte der Fischer-Verlag den Krimi „Kinder des Wassers“ neu auf, in dem eine Geschwisterbeziehung geschildert wird, in deren Umfeld sich über Jahre verteilt mysteriöse Todesfälle ereignen. Im November 2008 erschien der Psychokrimi „Vergiss Paris“, in dem ein Berliner Architekt sich (ohne es zu ahnen) in eine Mörderin verliebt. In „Gegen das Licht“ droht einer renommierten Berlinerin die Aufdeckung einer verborgenen Schandtat.
Sabine Alts Kriminalromane sind alles andere als herkömmliche Whodunits. Sie leben von der Suche nach psychischen Abgründen bei Täter und Opfer. Nicht der Ermittler steht im Vordergrund, sondern die Tat und ihre Ursachen. Daher wird die Autorin oft mit Patricia Highsmith oder Ingrid Noll verglichen. In ihren Kurzgeschichten bedient sich die Autorin eines bösen Humors, der ihr diverse Auszeichnungen eingetragen hat. Sabine Alt wurde für den Kärntner Krimipreis 2008 nominiert und gehört zu den Preisträgern des Buchjournal-Literaturwettbewerbs 2008 und des Agatha-Christie-Preises 2009. Beim Achter Autorenwettbewerb 2009 belegte sie den 1. Platz. Für den Agatha-Christie-Preis 2010 war sie erneut nominiert.
Unter dem Pseudonym Eva Ehley veröffentlicht Sabine Alt seit 2011 eine auf Sylt spielende Krimi-Reihe im Fischer-Verlag. Es handelt sich um klassische Whodunits, die zum Psychothriller tendieren. 2012 war sie als Eva Ehley ein weiteres Mal für den Agatha-Christie-Krimipreis nominiert.

### Romane als Sabine Alt
- Kira Royale. Reclam, Leipzig 2001, ISBN 3-379-20003-4.
- Die schönen Lügen der Maria Wallot. Reclam, Leipzig 2002, ISBN 3-379-20026-3.
- Kinder des Wassers. Reclam, Leipzig 2003, ISBN 3-379-20058-1.
- Weras Talent. Fischer Taschenbuch Verlag, Frankfurt am Main 2005, ISBN 3-596-16947-X.
- Gretas Verwandlung. Fischer Taschenbuch Verlag, Frankfurt 2006, ISBN 3-596-17428-7.
- Vergiss Paris. Fischer Taschenbuch Verlag, Frankfurt 2008, ISBN 978-3-596-18051-6.
- Gegen das Licht. Fischer Taschenbuch Verlag, Frankfurt 2009, ISBN 978-3-596-18553-5.

### Romane als Eva Ehley
Sylt-Krimis (Kommissaren-Duo Silja Blanck und Bastian Kreuzer)
- Engel sterben. Fischer-Taschenbuch-Verlag, Frankfurt 2011, ISBN 978-3-596-18998-4.
- Frauen lügen. Fischer-Taschenbuch-Verlag, Frankfurt 2012, ISBN 978-3-596-19427-8.
- Männer schweigen. Fischer-Taschenbuch-Verlag, Frankfurt 2013, ISBN 978-3-596-18929-8.
- Mörder weinen. Fischer-Taschenbuch-Verlag, Frankfurt 2014, ISBN 978-3-596-19728-6.
- Mädchen töten. Fischer Taschenbuch, Frankfurt 2015, ISBN 978-3-596-19883-2.
- Sünder büßen. Fischer Taschenbuch, Frankfurt 2016, ISBN 978-3-596-03336-2.
- Falscher Glanz. Fischer-Taschenbuch-Verlag, Frankfurt 2019, ISBN 978-3-596-70266-4.
- Einsames Grab. Fischer-Taschenbuch-Verlag, Frankfurt 2021, ISBN 978-3-596-70019-6.
- Böser Abschied. Fischer-Taschenbuch-Verlag, Frankfurt 2022, ISBN 978-3-596-70633-4.
- Toter Blick. Fischer-Taschenbuch-Verlag, Frankfurt 2023, ISBN 978-3-596-70761-4.
- Bitteres Ende. Fischer-Taschenbuch-Verlag, Frankfurt 2024, ISBN 978-3-596-70894-9.
- Teure Täuschung.  Fischer-Taschenbuch-Verlag, Frankfurt 2025, ISBN 978-3-596-71083-6.

Weitere Romane
- Sylt. Sturmflut im Champagnerglas. Conbook Medien, Meerbusch 2015, ISBN 978-3-943176-01-8.
- Verdacht. Fischer-Taschenbuch-Verlag, Frankfurt 2017, ISBN 978-3-596-29681-1.

### Kurzgeschichten
- Ladykiller. In: Zimtsternschnuppen. Fischer Taschenbuch Verlag, Frankfurt 2007, ISBN 3-596-17705-7.
- Zickenballett. In: Money. Geschichten von schönen Scheinen. Heyn Verlag, Klagenfurt, 2008, ISBN 978-3-7084-0328-1.
- Coppelia. In: Trockensümpfe. Fischer Taschenbuch Verlag, Frankfurt 2008, ISBN 978-3-596-18427-9.
- Zwanzig Uhr dreizehn. In: Die Uhr läuft ab. Fischer Taschenbuch Verlag, Frankfurt 2009, ISBN 978-3-596-18386-9.
- Deutsch-polnische Freundschaft. In: Berliner Morde. Wellhöfer Verlag, Mannheim 2009, ISBN 978-3-939540-35-9,
- Freies Spiel. In: Wilde Vögel fliegen. Achter Verlag, Acht 2009, ISBN 978-3-9812372-2-1.
- Der erste Tag im neuen Leben. In: Erst 1, dann 2, dann 3, dann 4 .... Scherz Verlag, Frankfurt 2009, ISBN 978-3-502-11065-1.
- Luxor für Fortgeschrittene. In: Wo das Verbrechen zu Hause ist. Fischer Taschenbuch Verlag, Frankfurt 2010, ISBN 978-3-596-18593-1.
- Viktors Testament. In: Stockender Verkehr. Fischer Taschenbuch Verlag, Frankfurt 2010, ISBN 978-3-596-18715-7.
- Genf leuchtet. In: Schwarz gewinnt. Gefährliche Spiele. Jokers, Augsburg 2010, ISBN 978-3-86800-383-3.